# Peromyia palustris
Peromyia palustris är en tvåvingeart som först beskrevs av Jean-Jacques Kieffer 1895.  Peromyia palustris ingår i släktet Peromyia och familjen gallmyggor. Arten är reproducerande i Sverige. Inga underarter finns listade i Catalogue of Life.